# يوجي ناكا
يوجي ناكا (باليابانية: 中 裕司، ولد في 17 سبتمبر، 1965 في أوساكا، محافظة أوساكا، اليابان) هو مصمم ومبرمج ألعاب فيديو، والرئيس السابق لسونيك تيم، وهو فريق يتكون من مجموعة من المصممين والمبرمجين، والمبرمج الرئيسي للعبة سونيك ذا هيدجيهوج، وحالياً هو رئيس PROPE.
بعد أن تخرج يوجي ناكا من المدرسة الثانوية، قرر عدم إكمال دراسته الجامعية والبقاء في مدينته أوساكا. وفي أثناء هذا الوقت، كان يوجي يعمل خادماً لساعات طويلة. وبعد أن ترك عمله الأخير، رأى يوجي أن سيجا كانت تبحث عن مساعدين للبرمجة. وبعد مقابلة قصيرة، قُبل يوجي وبدأ بالعمل على لعبة تدعى باسم Girl's Garden، مما أكسبه مديح النقاد وتقدير المعجبين. وأيضاً برمج لعبة سونيك ذا هيدجيهوج، بينما ناوتو أوشيما صمم الشخصية وهيروكازو ياسوهارا صمم المراحل. وأيضاً أنتج يوجي ناكا عدة عناوين أخرى مثل NiGHTS Into Dreams وBurning Rangers وPhantasy Star Online. في أول ألعابه كان ينسب إليه في أغلب الأوقات باسم "YU2" (نسبة إلى يو سوزوكي) و"Muuu Yuji". وهو أحد المصممين اليابانيين المشهورين القلائل الذين يستطيعون التحدث باللغة الإنجليزية بطلاقة.
أيضاً ساعد يوجي ناكا في صنع لعبة بلاي ستيشن آي توي مشهورة لجهاز الـبلاي ستيشن 2 تدعى Sega SuperStars، وعُثر على ذكر له في لعبة Shadow The Hedgehog عندما ينادون جنود الـGUN من حين لآخر بقولهم: «السيد يوجي ناكا بخير!». يوجي ناكا لديه ظهور صغير في لعبة Virtua Striker 3 مع سونيك وتيلز ونكلز وآيمي ود. إغمان ومجموعة من التشاو.

## مغادرة سيجا
في أخبار ظهرت في 16 مارس، 2006، أعلن يوجي ناكا بأنه يريد تأسيس استوديو لتطوير الألعاب الخاص به، مستقلاً عن سيجا وعن سونيك تيم.  هذا القرار يشبه قرار ناوتو أوشيما بمغادرة سونيك تيم في 1999، عندما أسس آرتون. وأيضاً مغادرة هيروكازو ياسوهارا من سونيك تيم في 2002، عندما انتقل إلى نوتي دوج.

## وصلات خارجية
- يوجي ناكا على موقع IMDb (الإنجليزية)
- يوجي ناكا على موقع ميوزك برينز (الإنجليزية)
- يوجي ناكا على موقع قاعدة بيانات الفيلم (الإنجليزية)
- الموقع الرسمي (باليابانية)
- Sega-16 تاريخ يوجي ناكا
- ملف يوجي ناكا في موبي جيمز